# دلنی ۸۷۴۵
سیارک ۸۷۴۵ (به انگلیسی: 8745 Delaney، نامگذاری:1998FO65) هشت هزار و هفتصد و چهل و پنجمین سیارک کشف شده‌است که در ۲۰ مارس ۱۹۹۸ کشف شد.
قدر مطلق سیارک برابر ۱۳٫۲۰ است.